# Bruchus

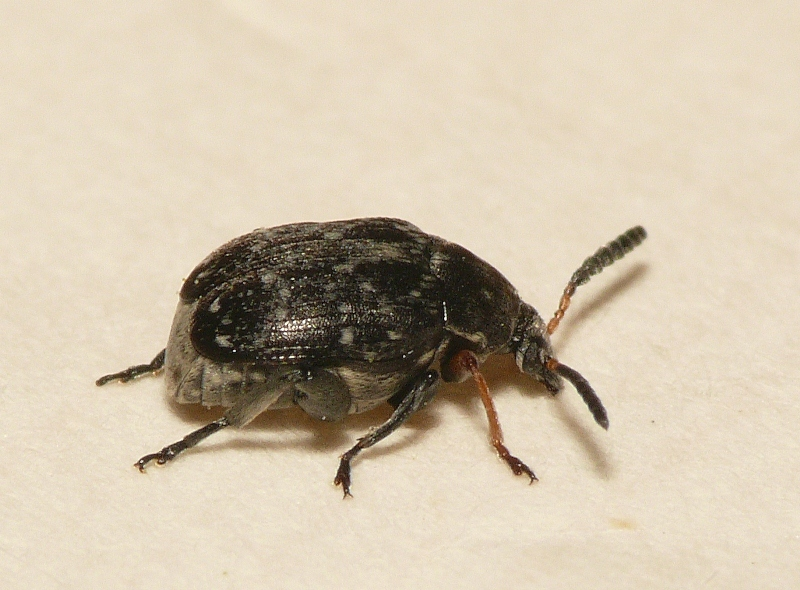
Bruchus atomarius

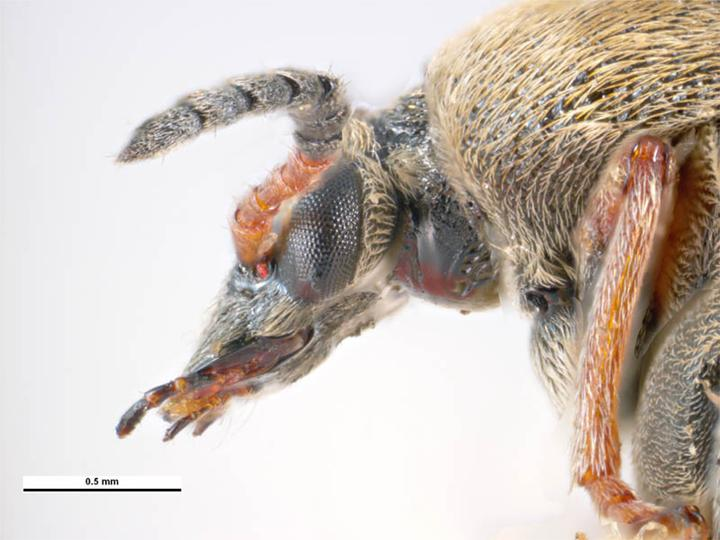
Bruchus rufimanus

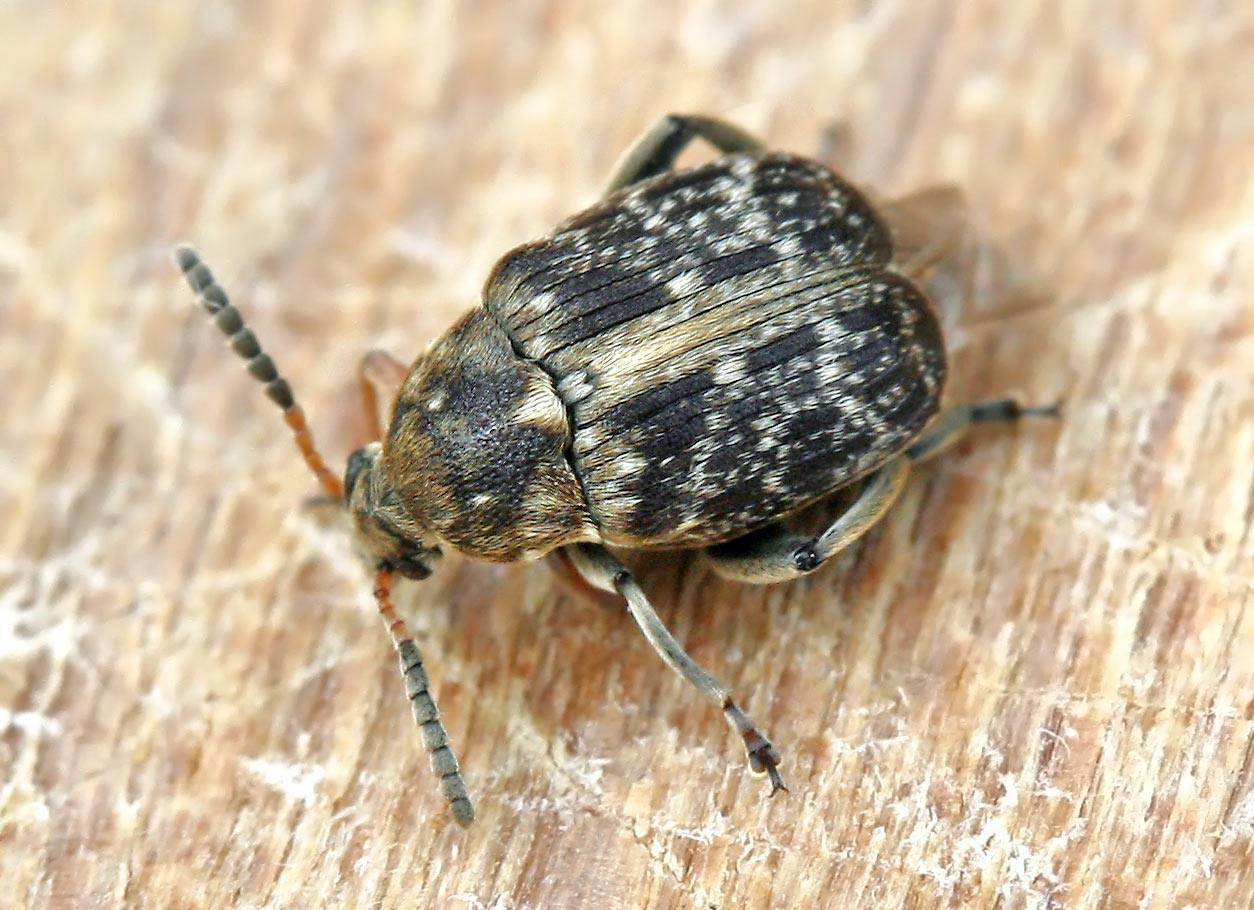
Bruchus affinis

Els Bruchus o jaumets són un gènere d'insectes coleòpters de la família de les Chrysomelidae, de la subfamília de les Bruchinae.
És Linné qui va crear el gènere Bruchus, lligant-hi a l'origen gairebé totes les espècies conegudes de bruches.
Més endavant, aquest gènere va ser subdividit i moltes espècies han estat repartides en diferents gèneres nous.
Tanmateix, certs autors han continuat classificant noves espècies dins el gènere Bruchus, creant una certa confusió en aquest tàxon que acaba per aplegar un bon nombre d'espècies no emparentades de manera evident.
Actualment, després de diverses revisions, la circumscripció del gènere Bruchus és relativament clara.
Anàlisis filogenètiques han mostrat que el gènere Bruchus, tal com és definit actualment, és un gènere monofilètic, però també que dos dels set grups que componen el gènere són potencialment parafilètics.

## Llista de les espècies
El gènere Bruchus aplega actualment (2013) 36 espècies vàlides:
- Bruchus affinis Frölich, 1799.
- Bruchus altaicus Fahraeus, 1839.
- Bruchus anatolicus Anton, 1999.
- Bruchus atomarius (Linnaeus, 1761).
- Bruchus brachialis Fahraeus, 1839.
- Bruchus brisouti Kraatz, 1868.
- Bruchus canariensis Decelle, 1975.
- Bruchus dentipes (Baudi, 1886).
- Bruchus emarginatus Allard, 1868.
- Bruchus ervi Frölich, 1799.
- Bruchus griseomaculatus Gyllenhal, 1833.
- Bruchus hamatus Miller, 1881.
- Bruchus hierroensis Decelle, 1979.
- Bruchus ibericus Anton, 1999.
- Bruchus laticollis Bohemann, 1833.
- Bruchus lentis Frölich, 1799 - corca de les llentilles.
- Bruchus libanensis Zampetti, 1993.
- Bruchus loti Paykull, 1800.
- Bruchus lugubris Fahraeus, 1839.
- Bruchus luteicornis Illiger, 1794.
- Bruchus mirabilicollis Lukjanovitch & Ter-Minassian, 1968.
- Bruchus mulkaki Lukjanovitch & Ter-Minassian, 1957.
- Bruchus occidentalis Lukjanovitch & Ter-Minassian, 1957.
- Bruchus pavlovskii Lukjanovitch & Ter-Minassian, 1954.
- Bruchus perezi Kraatz, 1868.
- Bruchus pisorum (Linnaeus, 1758)
- Bruchus rufimanus Bohemann, 1833 - corc de fava.
- Bruchus rufipes Herbst, 1783.
- Bruchus sibiricus Germar, 1824.
- Bruchus signaticornis Gyllenhal, 1833
- Bruchus tetragonus (Baudi, 1886).
- Bruchus tristiculus Fahraeus, 1839.
- Bruchus tristis Bohemann, 1833.
- Bruchus ulicis Mulsant & Rey, 1858.
- Bruchus venustus Fahraeus, 1839.
- Bruchus viciae Olivier, 1795 - corc de la veça.

## Sinònims
Segons Faunaeur:
- Laria Geoffroy 1763
- Mylabris Muller 1764
- Mylabris Geoffrey, 1762